# Fredonia (Biscoe) (Arkansas)
Pour les articles homonymes, voir Fredonia.
Fredonia (Biscoe) est une ville située dans l’État américain de l'Arkansas, dans le comté de Prairie.